# Tachibana no Kachiko
Tachibana no Kachiko (橘 嘉智子) (née en 786, morte le 17 juin 850), aussi connue sous le nom 檀林皇后 (Danrin-kōgō), est une impératrice japonaise, première épouse consort de l'empereur Saga et fille de Tachibana no Kiyotomo (橘 清友).
Pieuse bouddhiste, l'impératrice fonde le complexe de temples Danrin-ji, raison pour laquelle elle est appelée Danrin-kōgō.
Elle meurt le 4e jour du 5e mois de 850.